# Strada statale 482 Alto Polesana
La ex strada statale 482 Alto Polesana (SS 482) detta anche l'Ostigliese, ora strada provinciale ex SS 482 del Mincio (SP ex SS 482) in Lombardia e strada regionale 482 Altopolesana (SR 482) in Veneto, è una strada provinciale e regionale italiana, istituita in seguito alla realizzazione delle varianti alla vecchia strada provinciale Mantova-Ostiglia.
Inizia il suo percorso proprio a Mantova, in prossimità del quartiere Lunetta, in coincidenza fra le ex strada statale 10 Padana Inferiore e strada statale 236 bis Goitese, e in confluenza con la tangenziale Nord del capoluogo virgiliano. Prosegue a questo punto in direzione sud-est attraverso gli abitati di Pontemerlano, Barbasso e Governolo (nel comune di Roncoferraro), Cavecchia e Sustinente (comune di Sustinente), Libiola, Torriana e Serravalle a Po (comune di Serravalle a Po). Lungo tale tratto, fra il 1886 e il 1933, la sede stradale ospitò il binario della tranvia Brescia-Mantova-Ostiglia.
Arrivata a Ostiglia (km 29), s'innesta sulla strada statale 12 dell'Abetone e del Brennero con la quale condivide un tratto di circa 1 km. Riparte poi in direzione Correggioli (comune di Ostiglia) dove passa il confine entrando in Veneto (km 32,756). Prosegue verso est e passando per Melara, Bergantino, Castelnovo Bariano (nei pressi), Castelmassa (nei pressi), Ceneselli e Barruchella e termina a Badia Polesine (km 69,086) all'innesto con la strada statale 434 Transpolesana.
Facendo parte del sistema viario Mantova-Mare, per la ex SS 482 è stata completata la variante Bergantino-Ponte Tedeschi che funge da circonvallazione ai centri di Bergantino, Melara e Ostiglia.
In seguito al decreto legislativo n. 112 del 1998, dal 2001 la gestione del tratto lombardo è passata dall'ANAS alla Regione Lombardia, che ha provveduto al trasferimento dell'infrastruttura al demanio della Provincia di Mantova; dal 1º ottobre 2001, la gestione del tratto veneto è passata dall'ANAS alla Regione Veneto e dal 20 dicembre 2002 la gestione è ulteriormente passata alla società Veneto Strade.